# Rytro (stacja kolejowa)
Rytro – stacja kolejowa w miejscowości Rytro, w województwie małopolskim, w Polsce. Znajduje się przy drodze krajowej 87.

## Ruch pasażerski
| Rok  | Wymiana pasażerska na dobę |
| ---- | -------------------------- |
| 2017 | 20-49                      |
| 2022 | 150-199                    |

Na stacji znajduje się nieużywana rampa. Budynek stacyjny nieczynny, utrzymany w dobrym stanie. Na stacji urzęduje dyżurny ruchu.
Budynek stacyjny objęty jest ochroną konserwatorską.
PKP S.A planuje do marca 2022 r. renowację z przystosowaniem do współczesnych wymogów budynku stacyjnego